# National Board of Review Award/Beste Regie
Gewinner des Preises des National Board of Review in der Kategorie Beste Regie (Best Director).
Am erfolgreichsten in dieser Kategorie war der britische Filmregisseur David Lean, der den Preis viermal gewinnen konnte. 13 Mal gelang es der Filmkritikervereinigung vorab den Oscar-Gewinner zu präsentieren, zuletzt 2006 geschehen, mit der Preisvergabe an den US-Amerikaner Martin Scorsese (Departed – Unter Feinden). Mit Kathryn Bigelow (Zero Dark Thirty) wurde 2012 erstmals eine Filmemacherin ausgezeichnet. Ihr folgte 2017 der Sieg von Greta Gerwig (Lady Bird).
Die Jahreszahlen der Tabelle nennen die bewerteten Filmjahre, die Preisverleihungen fanden jeweils im Folgejahr statt.
| Jahr | Preisträger/-in      | Filmtitel                                      | Deutscher Titel                                            |
| ---- | -------------------- | ---------------------------------------------- | ---------------------------------------------------------- |
| 1945 | Jean Renoir          | The Southerner                                 | Der Mann aus dem Süden                                     |
| 1946 | William Wyler ¹      | The Best Years of Our Lives                    | Die besten Jahre unseres Lebens                            |
| 1947 | Elia Kazan ¹         | Boomerang! Gentleman’s Agreement               | Bumerang Tabu der Gerechten                                |
| 1948 | Roberto Rossellini   | Paisà                                          | Paisà                                                      |
| 1949 | Vittorio De Sica     | Ladri di biciclette                            | Fahrraddiebe                                               |
| 1950 | John Huston          | The Asphalt Jungle                             | Asphalt Dschungel                                          |
| 1951 | Akira Kurosawa       | 羅生門 (Rashōmon)                              | Rashomon – Das Lustwäldchen                                |
| 1952 | David Lean           | The Sound Barrier                              | Der unbekannte Feind                                       |
| 1953 | George Stevens       | Shane                                          | Mein großer Freund Shane                                   |
| 1954 | Renato Castellani    | Romeo and Juliet                               | Romeo und Julia                                            |
| 1955 | William Wyler        | The Desperate Hours                            | An einem Tag wie jeder andere                              |
| 1956 | John Huston          | Moby Dick                                      | Moby Dick                                                  |
| 1957 | David Lean ¹         | The Bridge on the River Kwai                   | Die Brücke am Kwai                                         |
| 1958 | John Ford            | The Last Hurrah                                | Das letzte Hurra                                           |
| 1959 | Fred Zinnemann       | The Nun’s Story                                | Geschichte einer Nonne                                     |
| 1960 | Jack Cardiff         | Sons and Lovers                                | Söhne und Liebhaber                                        |
| 1961 | Jack Clayton         | The Innocents                                  | Schloß des Schreckens                                      |
| 1962 | David Lean           | Lawrence of Arabia                             | Lawrence von Arabien                                       |
| 1963 | Tony Richardson ¹    | Tom Jones                                      | Tom Jones – Zwischen Bett und Galgen                       |
| 1964 | Desmond Davis        | The Girl with Green Eyes                       | Die erste Nacht                                            |
| 1965 | John Schlesinger     | Darling                                        | Darling                                                    |
| 1966 | Fred Zinnemann ¹     | A Man for All Seasons                          | Ein Mann zu jeder Jahreszeit                               |
| 1967 | Richard Brooks       | In Cold Blood                                  | Kaltblütig                                                 |
| 1968 | Franco Zeffirelli    | Romeo and Juliet                               | Romeo und Julia                                            |
| 1969 | Alfred Hitchcock     | Topaz                                          | Topas                                                      |
| 1970 | François Truffaut    | L’enfant sauvage                               | Der Wolfsjunge                                             |
| 1971 | Ken Russell          | The Devils The Boy Friend                      | Die Teufel Boyfriend                                       |
| 1972 | Bob Fosse            | Cabaret                                        | Cabaret                                                    |
| 1973 | Ingmar Bergman       | Viskningar och rop                             | Schreie und Flüstern                                       |
| 1974 | Francis Ford Coppola | The Conversation                               | Der Dialog                                                 |
| 1975 | Stanley Kubrick      | Barry Lyndon                                   | Barry Lyndon                                               |
| 1976 | Alan J. Pakula       | All the President’s Men                        | Die Unbestechlichen                                        |
| 1977 | Luis Buñuel          | Cet obscur objet du désir                      | Dieses obskure Objekt der Begierde                         |
| 1978 | Ingmar Bergman       | Höstsonaten                                    | Herbstsonate                                               |
| 1979 | John Schlesinger     | Yanks                                          | Yanks – Gestern waren wir noch Fremde                      |
| 1980 | Robert Redford ¹     | Ordinary People                                | Eine ganz normale Familie                                  |
| 1981 | Warren Beatty ¹      | Reds                                           | Reds                                                       |
| 1982 | Sidney Lumet         | The Verdict                                    | The Verdict – Die Wahrheit und nichts als die Wahrheit     |
| 1983 | James L. Brooks ¹    | Terms of Endearment                            | Zeit der Zärtlichkeit                                      |
| 1984 | David Lean           | A Passage to India                             | Reise nach Indien                                          |
| 1985 | Akira Kurosawa       | 乱 (Ran)                                       | Ran                                                        |
| 1986 | Woody Allen          | Hannah and Her Sisters                         | Hannah und ihre Schwestern                                 |
| 1987 | Steven Spielberg     | Empire of the Sun                              | Das Reich der Sonne                                        |
| 1988 | Alan Parker          | Mississippi Burning                            | Mississippi Burning – Die Wurzel des Hasses                |
| 1989 | Kenneth Branagh      | Henry V                                        | Henry V.                                                   |
| 1990 | Kevin Costner ¹      | Dances With Wolves                             | Der mit dem Wolf tanzt                                     |
| 1991 | Jonathan Demme ¹     | The Silence of the Lambs                       | Das Schweigen der Lämmer                                   |
| 1992 | James Ivory          | Howards End                                    | Wiedersehen in Howards End                                 |
| 1993 | Martin Scorsese      | The Age of Innocence                           | Zeit der Unschuld                                          |
| 1994 | Quentin Tarantino    | Pulp Fiction                                   | Pulp Fiction                                               |
| 1995 | Ang Lee              | Sense & Sensibility                            | Sinn und Sinnlichkeit                                      |
| 1996 | Joel Coen            | Fargo                                          | Fargo                                                      |
| 1997 | Curtis Hanson        | L.A. Confidential                              | L.A. Confidential                                          |
| 1998 | Shekhar Kapur        | Elizabeth                                      | Elizabeth                                                  |
| 1999 | Anthony Minghella    | The Talented Mr. Ripley                        | Der talentierte Mr. Ripley                                 |
| 2000 | Steven Soderbergh ¹  | Traffic Erin Brockovich                        | Traffic – Macht des Kartells Erin Brockovich               |
| 2001 | Todd Field           | In the Bedroom                                 | In the Bedroom                                             |
| 2002 | Phillip Noyce        | The Quiet American Rabbit-Proof Fence          | Der stille Amerikaner Long Walk Home                       |
| 2003 | Edward Zwick         | The Last Samurai                               | Last Samurai                                               |
| 2004 | Michael Mann         | Collateral                                     | Collateral                                                 |
| 2005 | Ang Lee ¹            | Brokeback Mountain                             | Brokeback Mountain                                         |
| 2006 | Martin Scorsese ¹    | The Departed                                   | Departed – Unter Feinden                                   |
| 2007 | Tim Burton           | Sweeney Todd: The Demon Barber of Fleet Street | Sweeney Todd – Der teuflische Barbier aus der Fleet Street |
| 2008 | David Fincher        | The Curious Case of Benjamin Button            | Der seltsame Fall des Benjamin Button                      |
| 2009 | Clint Eastwood       | Invictus                                       | Invictus – Unbezwungen                                     |
| 2010 | David Fincher        | The Social Network                             | The Social Network                                         |
| 2011 | Martin Scorsese      | Hugo                                           | Hugo Cabret                                                |
| 2012 | Kathryn Bigelow      | Zero Dark Thirty                               | Zero Dark Thirty                                           |
| 2013 | Spike Jonze          | Her                                            | Her                                                        |
| 2014 | Clint Eastwood       | American Sniper                                | American Sniper                                            |
| 2015 | Ridley Scott         | The Martian                                    | Der Marsianer – Rettet Mark Watney                         |
| 2016 | Barry Jenkins        | Moonlight                                      | Moonlight                                                  |
| 2017 | Greta Gerwig         | Lady Bird                                      | Lady Bird                                                  |
| 2018 | Bradley Cooper       | A Star Is Born                                 | A Star Is Born                                             |
| 2019 | Quentin Tarantino    | Once Upon a Time in Hollywood                  | Once Upon a Time in Hollywood                              |
| 2020 | Spike Lee            | Da 5 Bloods                                    | Da 5 Bloods                                                |
| 2021 | Paul Thomas Anderson | Licorice Pizza                                 | Licorice Pizza                                             |
| 2022 | Steven Spielberg     | The Fabelmans                                  | Die Fabelmans                                              |
| 2023 | Martin Scorsese      | Killers of the Flower Moon                     | Killers of the Flower Moon                                 |
| 2024 | Jon M. Chu           | Wicked                                         | Wicked                                                     |

¹ = Regisseure, die für ihren Film später den Oscar als Bester Regisseur des Jahres gewannen